# SX Волка
SX Волка (лат. SX Lupi) — двойная затменная переменная звезда типа Алголя (EA) в созвездии Волка на расстоянии приблизительно 1802 световых лет (около 552 парсеков) от Солнца. Видимая звёздная величина звезды — от +12,6m до +11,5m. Орбитальный период — около 0,6858 суток (16,46 часов).

## Характеристики
Первый компонент — жёлто-белая звезда спектрального класса F. Радиус — около 2,02 солнечных, светимость — около 7,015 солнечных. Эффективная температура — около 6602 К.